# Guebenhouse
Guebenhouse (deutsch Gebenhausen) ist eine französische Gemeinde mit 415 Einwohnern (Stand 1. Januar 2022) im Département Moselle in der Region Grand Est (bis 2015 Lothringen). Sie gehört zum Arrondissement Sarreguemines.

## Geografie
Die Gemeinde Guebenhouse liegt zwischen Saint-Avold und Saargemünd auf einer Höhe zwischen 219 und 288 m über dem Meeresspiegel. Das Gemeindegebiet umfasst 4,49 km².

## Geschichte
Das Dorf wurde erstmals urkundlich 1421 als Guebenhouze erwähnt und kam 1766 an Frankreich.

### Bevölkerungsentwicklung

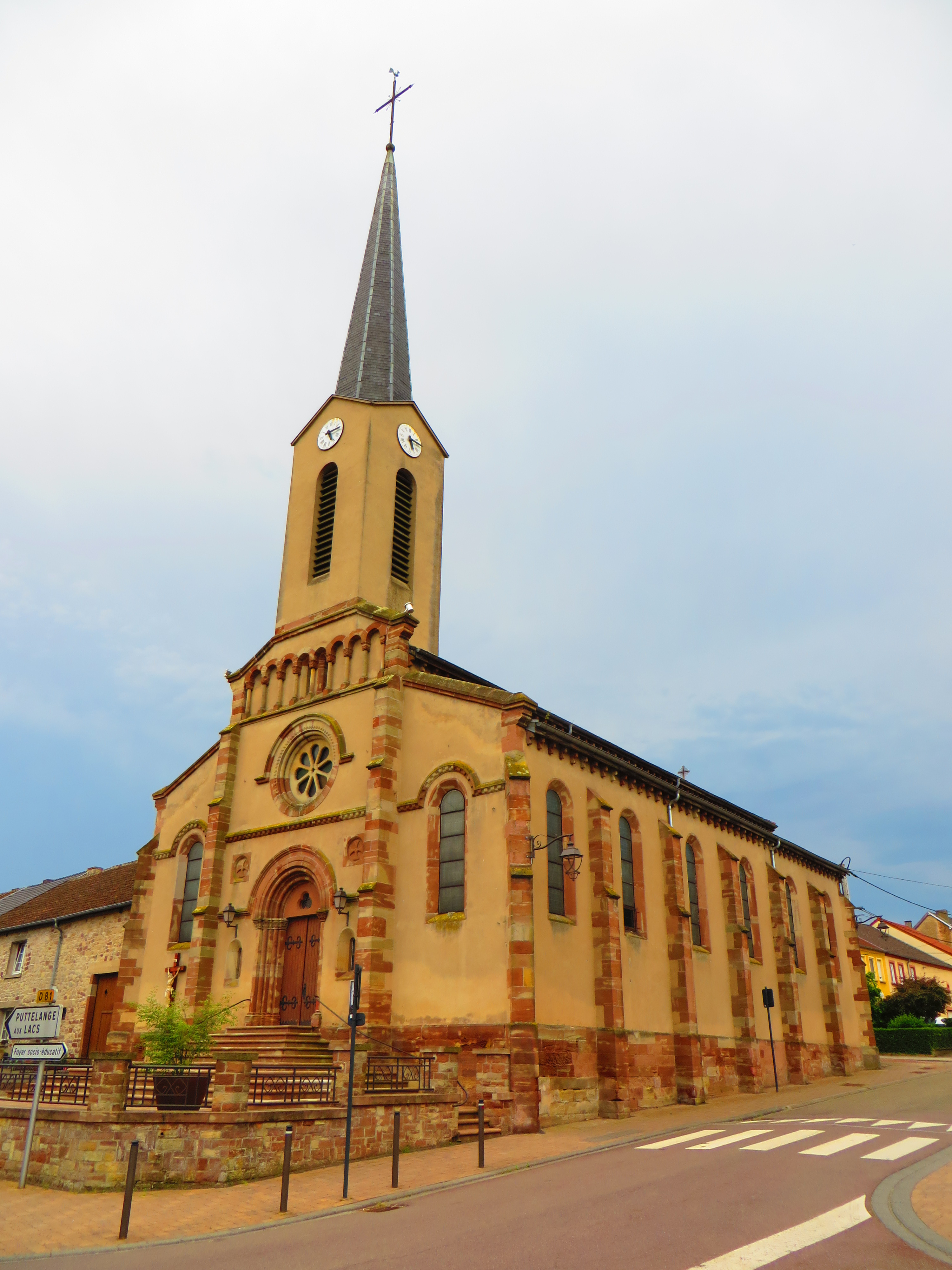
Kirche Saint-Materne

| Jahr      | 1962 | 1968 | 1975 | 1982 | 1990 | 1999 | 2007 | 2019 |
| Einwohner | 337  | 318  | 316  | 410  | 414  | 392  | 416  | 411  |